# Paul Jamin
Paul Jamin (Luik, 11 augustus 1911 – Elsene, 19 februari 1995) was een Waals striptekenaar en karikaturist. Hij publiceerde onder meer onder het pseudoniem "Alidor".

## Biografie
Begin jaren dertig van de twintigste eeuw ging hij aan de slag als striptekenaar bij de jeugdbijlage Le Petit Vingtième van de Belgische krant Le Vingtième Siècle en werd er medewerker van Hergé. Hij ondertekende zijn tekeningen met de pseudoniemen "Jam". Met Hergé, een goede vriend van hem, schreef hij onder het gezamenlijke pseudoniem "Oncle Jo" belerende redactionele bijdragen in Le Petit Vingtième.
In 1936 verliet Jamin Le Petit Vingtième om te gaan werken voor de fascist Léon Degrelle. Hij werd illustrator en karikaturist voor het persorgaan van diens rexistische partij, Le Pays Réel. 
Tijdens de Tweede Wereldoorlog werkte hij voor het dagblad Le Soir, dat onder Duits toezicht stond en eveneens voor de Brüsseler Zeitung, een krant die door de Duitsers was opgericht.

## Alidor
Na de bevrijding werd Jamin ter dood veroordeeld voor zijn medewerking aan de gestolen Le Soir waarin hij talrijke antisemitische karikaturen publiceerde, net zoals hij dat ook deed in de Brüsseler Zeitung. Zijn straf werd evenwel omgezet in levenslang. 
In 1952 kwam hij vervroegd vrij. Vanaf dan legde hij zich voornamelijk toe op het satirische weekblad Pan, waarvan hij als "Alidor" de vaste karikaturist werd. Daarnaast publiceerde hij in 1962 het stripverhaal  Ernest Lecrac in het weekblad Spirou onder de schuilnaam Alfred Gérard.
In 1990 verliet hij Pan en richtte hij samen met Henri Vellut Le Père Ubu op. Ook van dit satirische weekblad werd Jamin de vaste karikaturist.

## Publicaties
- Belgian Cancans, Brussel, 1988
- Touche pas à mon roi, Brussel, 1990